# 台湾総督府専売局

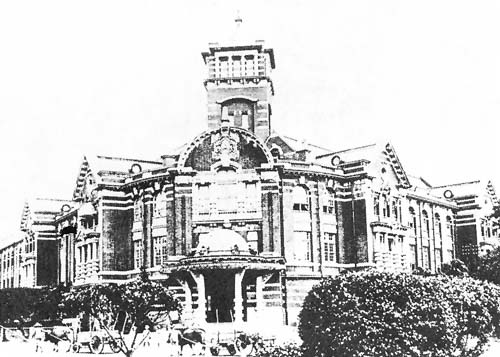
1922年完成当初の専売局庁舎

台湾総督府専売局（たいわんそうとくふせんばいきょく、旧字体：臺灣總督府專賣局）は、台湾総督府に置かれた外局（台湾総督府所属官署）。
阿片・食塩・樟脳・樟脳油・煙草・酒類などの専売事務を行う。

## 沿革
1901年（明治34年）6月1日、台湾総督府所属官署として台湾総督府専売局が置かれた。これは、阿片を扱う台湾総督府製薬所、食塩を扱う台湾塩務局、樟脳を扱う台湾樟脳局を統合したものである。当初、専売局長は民政長官が兼務したが、1902年（明治35年）11月の官制改正により兼務規定が削除された。
その後、取扱品目について、1905年（明治38年）4月1日に煙草が追加され、さらに、1922年（大正11年）4月1日に酒類が加えられた。太平洋戦争を迎え、取扱品目は、1942年（昭和17年）6月24日に燐寸（マッチ）が加わり、1943年（昭和18年）4月26日に石油、1944年（昭和19年）9月15日に苦汁（にがり）が追加された。

## 機構
本局
1940年（昭和15年）7月1日現在。
- 専売局
  - 庶務課
  - 経理課
  - 製造課
  - 事業課
  - 塩蔘課

## 歴代局長
| 氏名         | 在任期間                        | 備考         |
| ------------ | ------------------------------- | ------------ |
| 後藤新平     | 1901年6月1日 - 1902年11月18日   | 民政長官兼務 |
| 祝辰巳       | 1902年11月18日 - 1904年7月9日   | 兼務         |
| 中村是公     | 1904年7月9日 - 1905年3月31日    | 兼務         |
| 中村是公     | 1905年3月31日 - 1906年4月14日   |              |
| 宮尾舜治     | 1906年4月14日 - 1907年3月31日   |              |
| 宮尾舜治     | 1907年3月31日 - 1910年7月20日   | 兼務         |
| 増沢有       | 1910年7月20日 - 1912年8月2日    | 心得         |
| 増沢有       | 1912年8月2日 - 1913年6月30日    |              |
| 山脇春樹     | 1913年6月30日 - 1914年5月5日    |              |
| 高雄晋       | 1914年5月5日 - 1914年6月10日    | 事務取扱     |
| 賀来佐賀太郎 | 1914年6月10日 - 1921年7月11日   |              |
| 賀来佐賀太郎 | 1921年7月11日 - 1921年10月8日   | 心得         |
| 池田幸甚     | 1921年10月8日 - 1923年12月8日   |              |
| 吉岡荒造     | 1923年12月8日 - 1924年12月23日  |              |
| 宇賀四郎     | 1924年12月23日 - 1928年7月21日  |              |
| 常吉徳寿     | 1928年7月21日 - 1929年8月10日   |              |
| 池田蔵六     | 1929年8月10日 - 1930年12月9日   |              |
| 中瀬拙夫     | 1930年12月9日 - 1932年3月15日   |              |
| 田端幸三郎   | 1932年3月15日 - 1936年10月16日  |              |
| 今川淵       | 1936年10月16日 - 1939年12月28日 |              |
| 三輪幸助     | 1939年12月28日 - 1941年5月14日  |              |
| 木原円次     | 1941年5月14日 - 1942年7月3日    |              |
| 佐治孝徳     | 1942年7月3日 - 1944年8月26日    |              |
| 中平昌       | 1944年8月26日 -                 |              |